# Михайлівка (Черкаський район, Михайлівська сільська громада)
Миха́йлівка (до 1915 — Пруси) — село в Україні, у Черкаському районі Черкаської області, у складі  Михайлівської сільської громади. Населення становить 1954 особи (2008 рік).

## Географія
Розташоване за 11 км на північ від міста Кам'янки та за 5 км від залізничної станції Райгород. У селі бере початок річка Просянка.

## Історія
Село засноване у середині XVIII століття. За переказами, першого поселенця звали Ярема Прус. Село ж на його честь назвали Пруси.
У повстанні селян 1768 року, відомого як Коліївщина, брали участь і прусяни. В 1778 році у село увійшов загін царських солдат, і було оголошено «височайший» указ, за яким імператриця Катерина «дарувала» землю, що між Чигирином і Смілою, російським поміщикам Марциловським та Мацкевичам.
1845 року в селі, на місці згарища старої церкви, споруджено нову, яка існує донині.
З 1864 року село Пруси складало окрему волость. В селі діяли дві церковнопарафіяльні школи, працювали 6 кузень, 57 вітряків, 2 маслобійки. Згідно з переписом 1864 року, у селі проживало 3029 осіб, було два панські маєтки. Частину землі у Мацкевича та Марциловських придбала пані Андрієвська.
Станом на 1885 рік у колишньому власницькому селі, центрі Прусянської волості Черкаського повіту Київської губернії, мешкало 2000 осіб, налічувалось 384 дворових господарства, існували православна церква, школа, трактир, 3 постоялих будинки, лавка та 40 вітряних млинів.
За переписом 1897 року кількість мешканців зросла до 3129 осіб (1541 чоловічої статі та 1588 — жіночої), з яких 3103 — православної віри.
У 1887 році прихожани села заклали фундаменти нової дерев'яної церкви у формі хреста з дзвіницею. Матеріал на церкву постачав місцевий поміщик барон Фон Сталь. За такі заслуги вся родина поміщика була похоронена на подвір'ї церкви.
Перша міністерська школа була відкрита в 1900 році, її першим вчителем став син священика Олександр Левицький.
У 1902 році з посиленням капіталістичного розвитку і необхідністю кадрів з ініціативи колишнього голови земського управління міста Черкас Осадчого Тихона Івановича, відомого українського економіста й письменника, направлено в Пруси з метою організації агрономічної школи, яка б випускала спеціалістів із садівництва. Під впливом селянських заворушень в Україні 1905—1907 роках в агрошколі Т. І. Осадчим організовано підпільний учнівський гурток. Серед членів гуртка — Устим Жук, один з майбутніх відомих керівників Жовтневого перевороту в Петербурзі 1917 року. У 1906 році поліцією знайдено нелегальну літературу. Т. Осадчого, У. Жука та Нижньогородську заарештували, агрошколу закрили. Але залишилися висаджені учнями та учителями сад фруктових дерев і виноградник.
Під час першої світової війни 20 квітня 1915 року жителі села на знак протесту проти ворогів (прусів) перейменували село на Михайлівку (місцеву церкву освячено на честь святого Михайла). Після жовтневого перевороту 1917 року невдоволені новою владою михайлівчани взялися до зброї і стали членами Холодноярської повстанської організації. Боротьба у 1921 році закінчилася поразкою.
У 1923 році перше колективне господарство назвали «зразковим», а його головою обрали С. В. Гандзюру. У 1928 році утворено колгосп імені Петровського, який очолив А. Гирич. За 2 роки всі господарства об'єднано в один — під назвою комуни імені Т. Шевченка. Відкрито хати-читальні, проводилася робота з ліквідації неписьменності. У селі діяла семирічна школа, у якій навчалися на той час майбутній письменник М. М. Шумило, народний художник М. К. Муха, полковник А. Г. Синицький, учений-фізіолог А. І. Ємченко, вчені-селекціонери І. К. Максименко, І. П. Коваленко.
Голодомор 1932–1933 років забрав життя понад 250 михайлівчан. Репресовано в 1937 році більше 30 односельців.
Під час німецько-радянської війни 425 жителів села пішли на фронт, 222 з них загинули в боях, 203 нагороджені бойовими орденами і медалями.
Станом на 1972 рік в селі проживало 2857 осіб, працював колгосп «Радянська Україна» за яким було закріплено 5,3 тисяч га сільськогосподарських угідь, у тому числі 4 тисяч га орної землі. Основними напрямами господарства були вирощування зернових культур і цукрових буряків і тваринництво. На той час в селі працювали середня школа, будинок культури на 520 місць, 3 бібліотеки з фондом 15 тисяч книг, дільнича лікарня на 25 ліжок, медамбулаторія, пологовий будинок.
У 1994 році відкрили пам'ятник на могилі заслуженого майстра народної творчості України М. К. Мухи. У 1995 році в селі підведено природний газ.
Поблизу села виявлено поселення зарубинецької культури та часів Київської Русі.

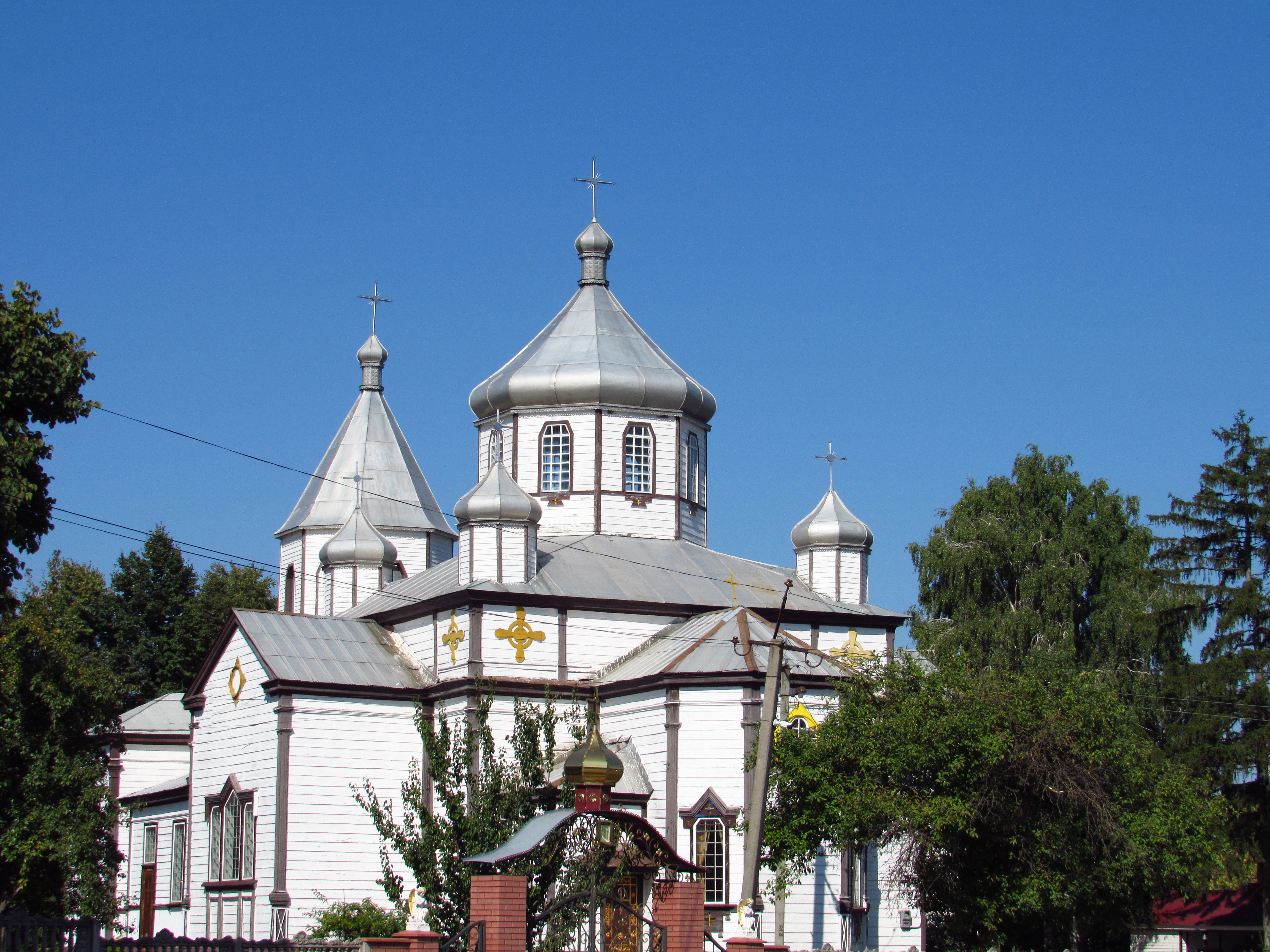
Церква в Михайлівці

## Населення

### Мова
Розподіл населення за рідною мовою за даними перепису 2001 року:
| Мова            | Кількість | Відсоток |
| --------------- | --------- | -------- |
| українська      | 2003      | 98.04%   |
| російська       | 37        | 1.81%    |
| білоруська      | 2         | 0.10%    |
| інші/не вказали | 1         | 0.05%    |
| Усього          | 2043      | 100%     |

## Сучасність
Нові реформи породили утворення двох господарств: частина селян віддала свої землі та майнові паї до ПСП «Михайлівка», інші — до СТОВ «Україна» (дочірнє підприємство обласного агрооб'єднання «Маїс»). На сьогодні у селі діють СТОВ «Україна» та ПП «ВАТ Компані». У селі відбудовано Свято-Михайлівську церкву архістратига Михаїла Київського патріархату.

## Відомі люди
В селі народилися:
Жарко Федір Аврамович бандурист заслужений артист України
- Гандзюра Петро Полікарпович (нар. 1924) — український письменник;
- Ємченко Андрій Іванович — доктор біологічних наук, член-кореспондент АН УРСР;
- Максименко Іван Кирилович (1907—1976) — вчений-селекціонер, доктор біологічних наук, член Академії наук Туркменистану.
- Муха Макар Корнійович — український художник, Заслужений майстер народної творчості.
- Оришечко Василь Макарович — повний кавалер ордена Слави;
- Острик Михайло Михайлович (1927—1987) — український літературний критик, літературознавець, кандидат філологічних наук.
- Іван Петренко — військовий діяч часів УНР, отаман Холодноярської бригади (1920), голова Холодноярського окружного штабу, Головний отаман Холодного Яру;
- Микита Шумило (1903—1982) — український прозаїк і перекладач.